# Token ring
Token ring je technologie lokální sítě (LAN), vyvinutá počátkem 80. let 20. století firmou IBM. Byla standardizována jako IEEE 802.5. Zpočátku byla tato technologie poměrně úspěšná, ale počátkem 90. let byla postupně vytlačována technologií Ethernetu.
Principem sítě Token ring je předávání vysílacího práva pomocí speciálního rámce (tzv. tokenu) mezi adaptéry, zapojenými do logického kruhu. Fyzicky je síť zapojena do hvězdicové topologie, ale centrální hub slouží pouze jako spoj pro uzly v sousedních ramenech hvězdy. Řízený způsob přístupu ke sdílenému médiu zajišťuje vyšší robustnost a odolnost sítě při přetížení, než může nabídnout stochastický přístup Ethernetu.
Původní přenosová rychlost sítí Token Ring byla 4 Mbit/s, v roce 1989 vznikla zařízení s rychlostí 16 Mbit/s a norma byla patřičně rozšířena. Další rozšíření technologie přinesly postupně rychlosti 100 Mbit/s a 1 Gbit/s. Kvůli výrazně menším prodejům ve srovnání s Ethernetem však schopnost konkurence postupně klesala.

## Shrnutí

Síť Token Ring

Pracovní stanice v lokální síti Token ring jsou zapojeny do logického kruhu. Data se přenášejí postupně z jedné stanice na obvodu kruhu do druhé. Právo vysílat, tzv. „Token“, koluje mezi stanicemi. Toto předávání Tokenu má výhodu nad stochastickým přístupem použitým v Ethernetu, a to zejména při vyšším zatížení sítě. Využívá ho například také ARCNET, token bus a FDDI.
Fyzické uspořádání sítě je do hvězdy[zdroj?]: uprostřed kruhu je stanice, která je spojena dvěma linkami s každou stanicí na obvodu kruhu. Spoj mezi dvěma stanicemi na obvodu je realizován přes tuto prostřední.

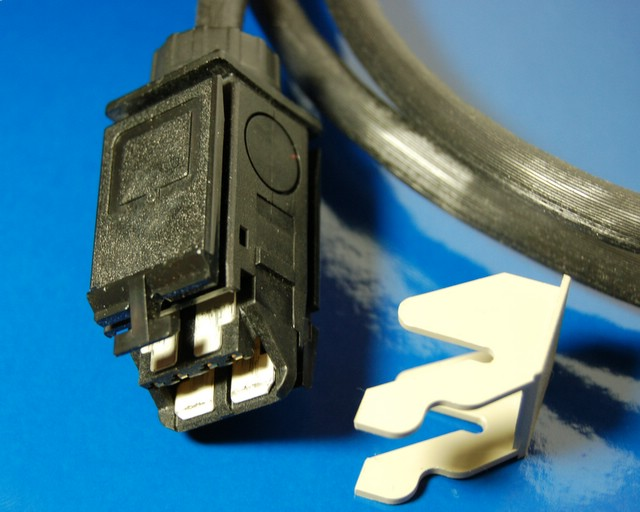
IBM obojetný konektor se zámkem

Obvykle se používají kabely IBM „Typ-1“ stíněná kroucená dvojlinka, s neobvyklým „obojetným“ konektorem (samčí i samičí konektor v jednom).
Zpočátku (v roce 1985) byla přenosová rychlost Token Ringu „pouze“ 4 Mbit/s, ale v roce 1989 IBM uvedla na trh první produkty s přenosovou rychlostí 16 Mbit/s. V souvislosti s tím byl také rozšířen standard 802.5. V roce 1981, Apollo Computers uvedla svůj vlastní 12 Mbit/s Apollo token ring (ATR) a v roce 1984 Proteon přišel na trh s jejich 10 Mbit/s ProNet-10 token ring. Avšak IBM Token Ring s těmito produkty nebyl kompatibilní.
Po technické stránce, Token Ring je síťový protokol spadající do linkové vrstvy modelu ISO/OSI. Používá speciální tříbajtový rámec nazývaný Token, který putuje v předem určeném směru po obvodu kruhu. Rámce Token ringu putují po obvodu kruhu kolem dokola.
Každá stanice předává tento Token rámec svému sousedovi. Toto předávání tokenu slouží k rozhodnutí, která stanice má právo vysílat na sdílenou sběrnici. Stanice, které chtějí vysílat, musejí počkat než k nim Token dorazí. Token ring sítě obvykle používají k reprezentaci dat takzvané diferenciální kódování Manchester.
IBM propagovala použití sítí Token ring v polovině 80. let, v době, kdy uvolnila svou IBM Token ring architekturu založenou na „MSAU“ (název pro hub sloužící pro připojení k lokální síti Token ring) a strukturovaném kabelovém systému IBM. IEEE později standardizovalo lokální sítě založené na Token ring jako IEEE 802.5.
Rychlosti přenosu sítí Token ring 4 Mbit/s, 16 Mbit/s, 100 Mbit/s a 1 Gbit/s byly standardizovány pracovní skupinou IEEE 802.5.
Sítě Token ring měly značně větší výkon a lepší spolehlivost ve srovnání s prvními implementacemi Ethernetu (IEEE 802.3) s náhodným přístupem ke sdílenému médiu. Byly běžně používány jako „high-end“ alternativa k Ethernetu.[zdroj?]
Avšak s příchodem ethernetových switchů začaly sítě Token ring oproti Ethernetu jak ve výkonu, tak ve spolehlivosti, zaostávat. Navíc větší podíl Ethernetu na trhu umožnil další snižování cen. Lepší poměr cena ku výkonu pak mělo za důsledek postupné vytlačování Token ringu Ethernetem. V současné době je Ethernet rozšířenější než Token ring.[zdroj?]
Od té doby nastal úpadek v použití sítí Token ring a ustala také aktivita ve vytváření nových standardů založených na této architektuře.

## Token rámec
Pokud žádná stanice nevysílá data, smyčkou stanic koluje speciální rámec „Token“. Tento rámec je stanicemi přeposílán k dalšímu sousedovi, dokud se nedostane do stanice, která potřebuje vysílat data. Tato stanice, která chce data vysílat, přemění rámec Token na datový rámec a data odvysílá. Jakmile tato stanice přijme data, která dříve vyslala, přemění je zpátky na Token a pošle ho dále. Pokud někde nastane chyba přenosu a v síti nekoluje žádný nebo naopak více Tokenů, zasáhne k tomuto účelu vyčleněná stanice, tzv. „Aktivní monitor“, která vloží nový nebo odstraní přebytečné Tokeny.
Rámec Token sestává ze tří bajtů, jak je podrobněji uvedeno níže ('J' a 'K' budou níže značit speciální znaky porušení kódu):

## Token priorita
Architektura Token ring umožňuje volitelný alternativní přístup ke sdílenému médiu – pomocí priorit – umožňující stanici, která chce odvysílat data s vysokou prioritou, přednostní přístup k Tokenu. Používá se 8 úrovní priority označovaných 0-7. Pokud stanice, která chce vysílat, obdrží Token nebo data s prioritou nižší než její vlastní, nastaví rámci svoji vlastní prioritu. Stanice ovšem nezačne vysílat okamžitě, čeká, až rámec oběhne sítí dokola. Nakonec po odvysílání a přijetí vlastních datových rámců nastaví stanice rámci jeho původní prioritu.

## Formát rámce Token ring
Datový rámec Token ring je rozšířením Tokenu, který stanice používají k přenosu rámců správy MAC nebo datových rámců protokolů z vyšších vrstev podle hierarchického modelu (ISO/OSI).
Token ring a IEEE 802.5 znají dva základní typy rámců: Tokeny a datové/příkazové rámce. Tokeny mají délku 3 bajty a skládají se ze startovního bajtu, řídícího bajtu a koncového bajtu. Datové/příkazové rámce mají proměnlivou délku v závislosti na velikosti informačního pole. Datové rámce nesou informace pro vyšší vrstvy hierarchického modelu, zatímco příkazové rámce nesou pouze kontrolní informace týkající se vlastního přenosu dat.

### Datový/Příkazový Rámec
| SD     | AC     | FC     | DA      | SA      | PDU od LLC (IEEE 802.2) | CRC     | ED     | FS     |
| ------ | ------ | ------ | ------- | ------- | ----------------------- | ------- | ------ | ------ |
| 8 bitů | 8 bitů | 8 bitů | 48 bitů | 48 bitů | až 18200x8 bitů         | 32 bitů | 8 bitů | 8 bitů |

### Token Rámec
| SD     | AC     | ED     |
| ------ | ------ | ------ |
| 8 bitů | 8 bitů | 8 bitů |

### Abort Rámec
| SD     | ED     |
| ------ | ------ |
| 8 bitů | 8 bitů |

SD (Starting Delimiter)sestává ze speciální sekvence bitů označující začátek rámce. Bity zleva od nejvíce významného jsou J,K,0,J,K,0,0,0. J a K značí porušení kódu. Vlastnosti Manchesterského kódování pak zaručují, že takováto posloupnost bytů se nedá zaměnit s jinými daty.
| J     | K     | 0     | J     | K     | 0     | 0     | 0     |
| ----- | ----- | ----- | ----- | ----- | ----- | ----- | ----- |
| 1 bit | 1 bit | 1 bit | 1 bit | 1 bit | 1 bit | 1 bit | 1 bit |

AC (Access Control)toto pole obsahuje následující posloupnost zleva od nejvíce významného bitu: P,P,P,T,M,R,R,R. P značí prioritu. T, pokud je nastaveno znamená, že se jedná o Token rámec. M je monitor bit který nastavuje Aktivní Monitor (AM) při průchodu tohoto rámce. R jsou rezervované bity.
| 0 | Priorita | Priorita | Priorita | Priorita | Token | Token | Token | Token | Monitor | Monitor | Monitor | Monitor | Monitor | Monitor | Monitor | Monitor | Rezervováno | Rezervováno | Rezervováno | Rezervováno | Rezervováno | Rezervováno | Rezervováno | Rezervováno | Rezervováno | Rezervováno | Rezervováno | Rezervováno | Rezervováno | Rezervováno | Rezervováno | Rezervováno |

FC (Frame Control)jednobajtové pole popisující datovou část rámce. Indikuje, zda rámec obsahuje data nebo kontrolní informace. V příkazových rámcích je zde upřesněn typ kontrolní informace.
| + | Bity 0–2   | Bity 0–2   | Bity 0–2   | Bity 0–2   | 3              | 3              | 3              | 3              |
| - | ---------- | ---------- | ---------- | ---------- | -------------- | -------------- | -------------- | -------------- |
| 0 | Druh Rámce | Druh Rámce | Druh Rámce | Druh Rámce | Kontrolní Bity | Kontrolní Bity | Kontrolní Bity | Kontrolní Bity |

Druh rámce – 01 indikuje LLC rámec IEEE 802.2 (data) a ignoruje kontrolní bity

00 indikuje MAC rámec a kontrolní bity udávají typ tohoto příkazového rámce.
DA (Destination address)6bajtové pole specifikující fyzickou adresu cílové stanice.
SA (Source address)obsahuje fyzickou adresu vysílající stanice. Je to 6bajtové pole obsahující buďto lokální (LAA) anebo univerzální (UAA) adresu vysílající stanice.
Datapole proměnlivé délky minimálně 0 bajtů. Maximální velikost závisí na nastavení speciálního čítače přímo v zařízení a závisí na přenosové rychlosti, například pro 16 Mbit/s je to 18200 bajtů.
CRC (Frame Check Sequence)4bajtové pole uchovávající informaci CRC použitou pro ověření, zda byl paket přijat bez poškození.
ED (Ending Delimiter)Protějšek startovního bajtu. Označuje konec rámce. Znaky posloupnosti zleva nejvýznamnější jsou: J,K,1,J,K,1,I,E. I je speciální „intermediate frame“ bit a E je speciální „chybový“ bit.
| J     | K     | 1     | J     | K     | 1     | 1     | E     |
| ----- | ----- | ----- | ----- | ----- | ----- | ----- | ----- |
| 1 bit | 1 bit | 1 bit | 1 bit | 1 bit | 1 bit | 1 bit | 1 bit |

FS (Frame Status)jednobajtové pole použité pro jednoduché potvrzování zda byl rámec správně rozpoznán a zkopírován cílovou stanicí.
| A     | C     | 0     | 0     | A     | C     | 0     | 0     |
| ----- | ----- | ----- | ----- | ----- | ----- | ----- | ----- |
| 1 bit | 1 bit | 1 bit | 1 bit | 1 bit | 1 bit | 1 bit | 1 bit |

A = 1 , Rámec rozpoznán
C = 1 , Rámec zkopírován
Abort rámec
Používá vysílající stanice ke zrušení vysílání.